# Gay Mitchell
Gay Mitchell este un om politic irlandez, membru al Parlamentului European în perioada 2004-2009 din partea Irlandei.
1. 1 2 3 4 5 6 7 8   https://www.oireachtas.ie/en/members/member/Gay-Mitchell.D.1981-06-30 Lipsește sau este vid: |title= (ajutor)